# Inga vismiifolia
Inga vismiifolia är en ärtväxtart som beskrevs av Eduard Friedrich Poeppig. Inga vismiifolia ingår i släktet Inga och familjen ärtväxter. Inga underarter finns listade i Catalogue of Life.